# Wadym Lichoszerstow
Wadym Wiktorowycz Lichoszerstow (ros. Вадим Викторович Лихошерстов; ur. 23 stycznia 1989 w Charkowie) – rosyjski siatkarz pochodzenia ukraińskiego, grający na pozycji środkowego.
Jako reprezentant Ukrainy miał wziąć udział w Uniwersjadzie 2011, ale zapobiegła temu kontuzja. W 2017 roku przyjął rosyjskie obywatelstwo.

## Sukcesy klubowe
Puchar Ukrainy:
- 2007, 2008, 2009, 2010, 2011, 2012

Mistrzostwo Ukrainy:
- 2007, 2009, 2010, 2011, 2012
- 2008

Puchar Challenge:
- 2017[3][4]
- 2016

Superpuchar Rosji:
- 2018, 2021

Puchar Rosji:
- 2018, 2019, 2020

Mistrzostwo Rosji:
- 2021
- 2019, 2020

Liga Mistrzów:
- 2019

Klubowe Mistrzostwa Świata:
- 2019

Puchar CEV:
- 2021

## Sukcesy reprezentacyjne
Letnia Uniwersjada:
- 2017